# Althegnenberg
Althegnenberg ist eine Gemeinde im oberbayrischen Landkreis Fürstenfeldbruck und ein Mitglied der Verwaltungsgemeinschaft Mammendorf. Der gleichnamige Hauptort liegt rund 15 Kilometer westlich von Fürstenfeldbruck, 20 Kilometer südöstlich von Augsburg und 40 Kilometer westlich von München.

## Geographie
Das Naturschutzgebiet Haspelmoor (Geotop-Nummer 179R005) liegt teilweise im Gemeindegebiet.
Die Gemeinde hat drei Gemeindeteile (in Klammern ist der Siedlungstyp angegeben):
- Althegnenberg (Pfarrdorf)
- Hörbach (Kirchdorf)
- Lindenhof (Einöde)

## Geschichte

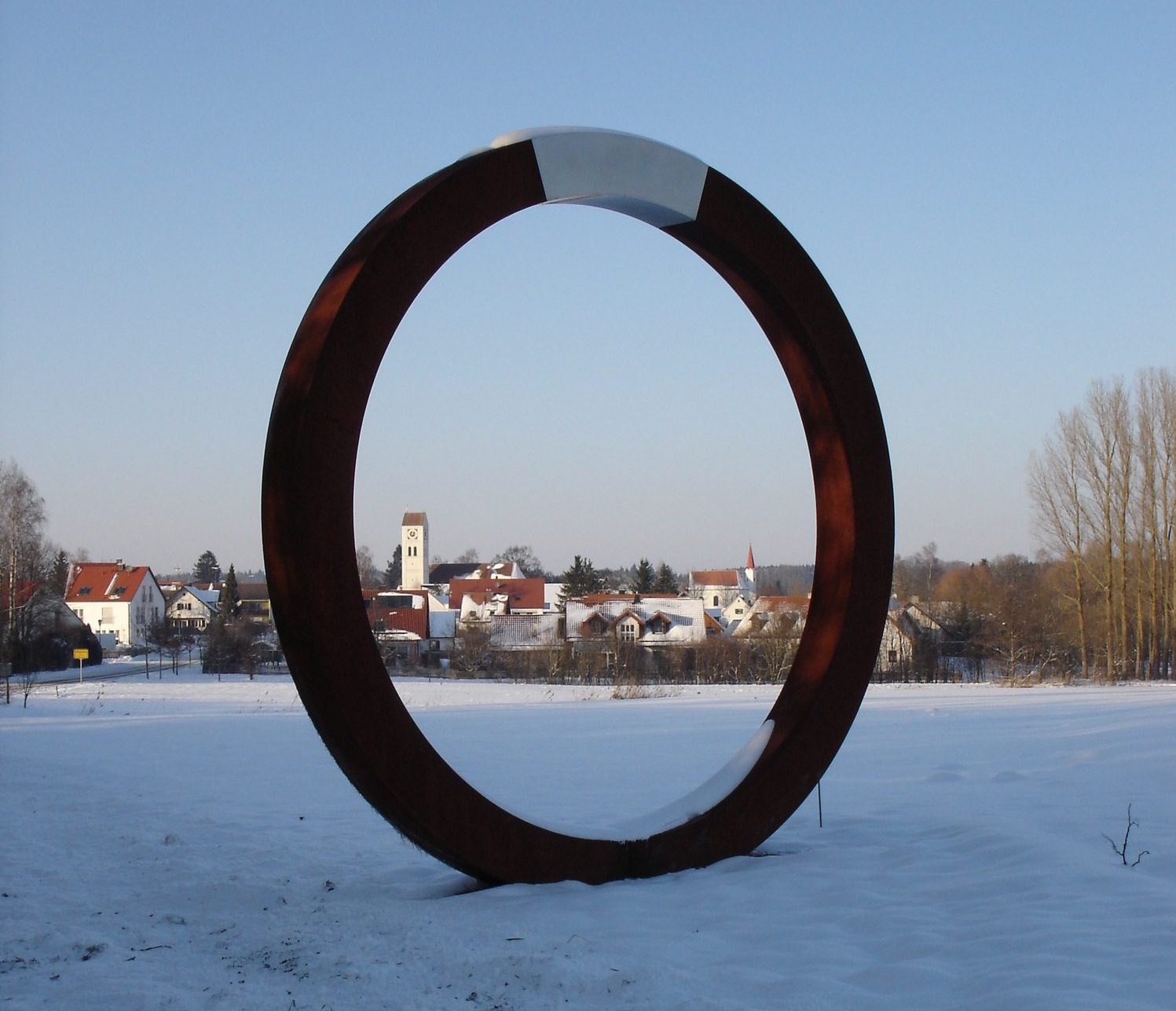
Althegnenberg mit Kunstobjekt „Ring“

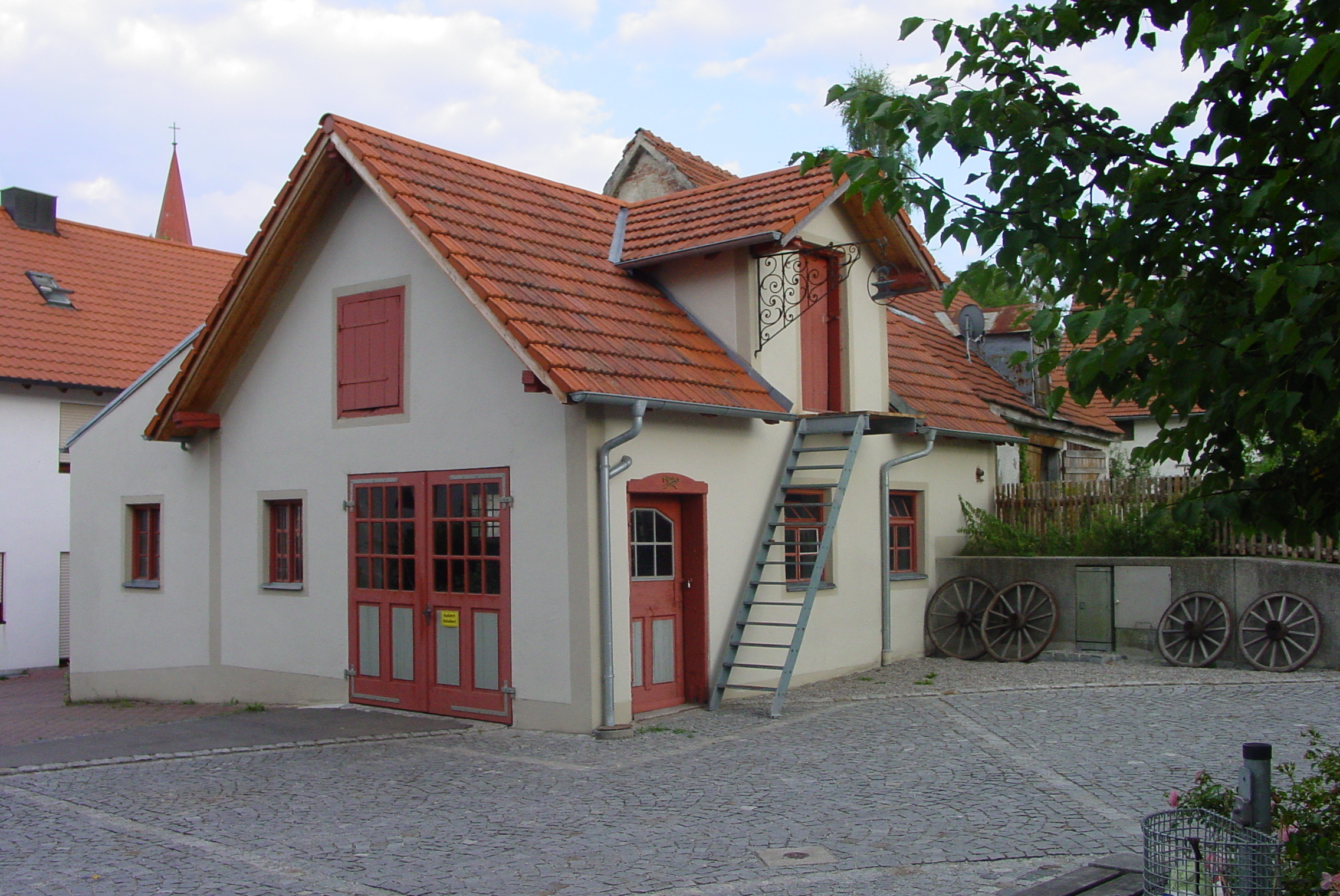
Alte Schmiede am Dorfplatz

### Bis zur Gemeindegründung
Die urkundliche Erstnennung von Althegnenberg erfolgte 1096 als Haginiberc, was so viel wie „umhegte Siedlung am Berg“ bedeutet. Hörbach wurde erstmals 1127 als Huruuuinin in der Bedeutung „Siedlung am sumpfigen Bach“ (von dem mittelhochdeutschen Wort hurwin für „sumpfig“) erwähnt.
Am südöstlichen Rand des Ortes befindet sich der Burgberg – eine künstlich aufgeschüttete Motte, die von einem Wassergraben umschlossen war. Auf dem Burgberg stand im 12. und 13. Jahrhundert die kleine Burg der Hegnenberger, der Burgstall Althegnenberg. Die Hegnenberger waren ein Ministerialen-Geschlecht der mächtigen Welfen. Engelschalk und Hermann von Hegnenberg wurden erstmals 1192 genannt; sie kamen von Oberschwaben (Schmalegg bei Ravensburg) und hatten das welfische Kloster Altomünster zu beschützen. Zu ihrer Zeit waren sie gefragte Ratgeber und Vertraute der Mächtigen. Sie waren Zeugen bei Königskrönungen, Klostergründungen (Fürstenfeld), und bei Rechtsgeschäften der Kirche, des Landesherren und des Hochadels. Mit dem Tod Welf VI. 1191 ging der ganze Lechrain an die Staufer über. Unter diesen stiegen die Hegnenberger zu Reichsministerialen auf. Erst nach dem Tod des jungen Königs Konradin (1268) gingen die Besitzungen der Staufer im Lechrain an die Wittelsbacher über und kamen damit zu Bayern. Auch den Wittelsbachern waren die Hegnenberger treue Diener und Ratgeber. Sie hatten umfangreiche Besitzungen in Bayern und Schwaben. Um 1300 verließen sie ihren angestammten Sitz und errichteten vier Kilometer weiter westlich ihre neue Burg Hofhegnenberg. Aus Hegnenberg wurde Althegnenberg. In dieser Zeit entstand die geschlossene Hofmark Hofhegnenberg, ein Rechtsgebilde aus sieben Dörfern, nämlich Hofhegnenberg, Althegnenberg, Hörbach, Hausen, Steindorf, Tegernbach und zeitweise noch Steinach. Die Hofmarksherren waren von 1540 bis 1848 die Grafen von Hegnenberg-Dux.
Im Zuge der Verwaltungsreformen in Bayern entstanden mit dem Gemeindeedikt von 1818 die Gemeinde Althegnenberg, die aus den Gemeindeteilen Althegnenberg und Lindenhof bestand.

### Eingemeindungen
Hörbach kam am 1. Juli 1972 im Zuge der Gemeindegebietsreform zu Althegnenberg.

### Einwohnerentwicklung
Zwischen 1988 und 2018 wuchs die Gemeinde von 1392 auf 2024 um 632 Einwohner bzw. um 45,4 %.
| Jahr      | 1840 | 1871 | 1900 | 1925 | 1938 | 1950 | 1961 | 1970 | 1987 | 1991 | 1995 | 2005 | 2010 | 2015 |
| --------- | ---- | ---- | ---- | ---- | ---- | ---- | ---- | ---- | ---- | ---- | ---- | ---- | ---- | ---- |
| Einwohner | 232  | 419  | 477  | 535  | 534  | 991  | 985  | 1083 | 1368 | 1496 | 1627 | 1845 | 1860 | 1986 |

## Politik

### Gemeinderat
| Jahr | CSU | SPD | FDP   | Wählergruppe Bürgerinitiative | Dorfgemeinschaft Hörbach | Einigkeit Althegnenberg-Hörbach | Bündnis 90/Die Grünen | gesamt | Wahlbeteiligung in % |
| ---- | --- | --- | ----- | ----------------------------- | ------------------------ | ------------------------------- | --------------------- | ------ | -------------------- |
| 2020 | 2   | 2   | n. a. | 5                             | 2                        | n. a.                           | 3                     | 14     | 69,24                |
| 2014 | 3   | 3   | n. a. | 4                             | 2                        | n. a.                           | n. a.                 | 12     | 60,29                |
| 2008 | 3   | 3   | n. a. | 4                             | 2                        | n. a.                           | n. a.                 | 12     | 68,4                 |
| 2002 | 3   | 2   | 0     | 4                             | 2                        | 1                               | n. a.                 | 12     | 73,0                 |

### Bürgermeister
Seit 1. Mai 2020 ist Rainer Spicker (Bürgerinitiative) Erster Bürgermeister; dieser wurde am 15. März 2020 mit 67,58 % der Stimmen gewählt. Seine Vorgänger waren:
- 2014–2020 Paul Dosch (Wählergruppe Bürgerinitiative)
- 2002–2014 Reiner Dunkel (SPD)[5]

### Steuereinnahmen
Die Gemeindesteuereinnahmen betrugen im Jahr 2006 1.175.348 €. Seit 1997 gibt es eine aktive örtliche Gruppe der Agenda 21.

### Wappen
|  | Blasonierung: „Schräg geteilt von Silber und Blau; oben eine schräg gestellte rote Schafschere, unten ein wachsender silberner Pferdekopf mit goldener Mähne.“ |
|  | |

## Wirtschaft und Infrastruktur

### Wirtschaft einschließlich Land- und Forstwirtschaft
2012 gab es 116 sozialversicherungspflichtig Beschäftigte am Arbeitsort und 662 am Wohnort. Neben verschiedenen Gewerbebetrieben bestanden im Jahr 2010 elf landwirtschaftliche Betriebe mit einer landwirtschaftlich genutzten Fläche von 382 ha. Davon waren 326 ha Ackerfläche und 56 ha Dauergrünfläche.
Seit Oktober 2006 besteht in der Gemeinde eine elf Hektar große Photovoltaikanlage. Sie hat eine Spitzenleistung von 2,2 Megawatt und kann damit etwa 700 Haushalte mit Solarstrom versorgen.

### Verkehr
Durch Althegnenberg führt die Bundesstraße 2. Der Ort liegt an der Bahnstrecke München–Augsburg mit einer Haltestelle für Regionalzüge, die für Fahrten nach München im MVV und nach Augsburg im AVV liegt.
Althegnenberg ist mit zwei Regionalbuslinien des Münchner Verkehrs- und Tarifverbundes und einer Ruftaxilinie erschlossen. Das Gemeindegebiet liegt in der Tarifzone 4.
| Linie | Linienverlauf                                                                                              | Verkehrsunternehmen |
| ----- | --- | ------------------- |
| 839   | Tegernbach – Mittelstetten – Althegnenberg R – Hattenhofen – Mammendorf S R – Puch – Fürstenfeldbruck S R  | Amperbus GmbH       |
| 889   | Althegnenberg R – Tegernbach – Mittelstetten – Oberschweinbach – Mammendorf S R – Fürstenfeldbruck S R     | Amperbus GmbH       |
| 8800  | Fürstenfeldbruck / Mammendorf / Hattenhofen / Adelshofen / Oberschweinbach / Althegnenberg / Mittelstetten | Geldhauser          |

### Bildung
Es gibt folgende Einrichtungen:
- Kindergarten
- Grundschule
- Gemeindebücherei mit mehr als 6000 Medien

## Kultur und Sehenswürdigkeiten
Pfarrkirche St. Johannes d. Täufer in Althegnenberg. In der Mitte des Ortes steht die stattliche Pfarrkirche. Sie wurde 1938 von Thomas Wechs erbaut und am 16. Oktober 1938 durch Bischof Joseph Kumpfmüller geweiht. Die barocken Altäre wurden von der Vorgängerkirche übernommen. Zuvor stand hier eine romanische Kirche. Von ihr zeugen ein Weihestein und ein sehr seltener Memorienstein, beide aus der Mitte des 11. Jahrhunderts.

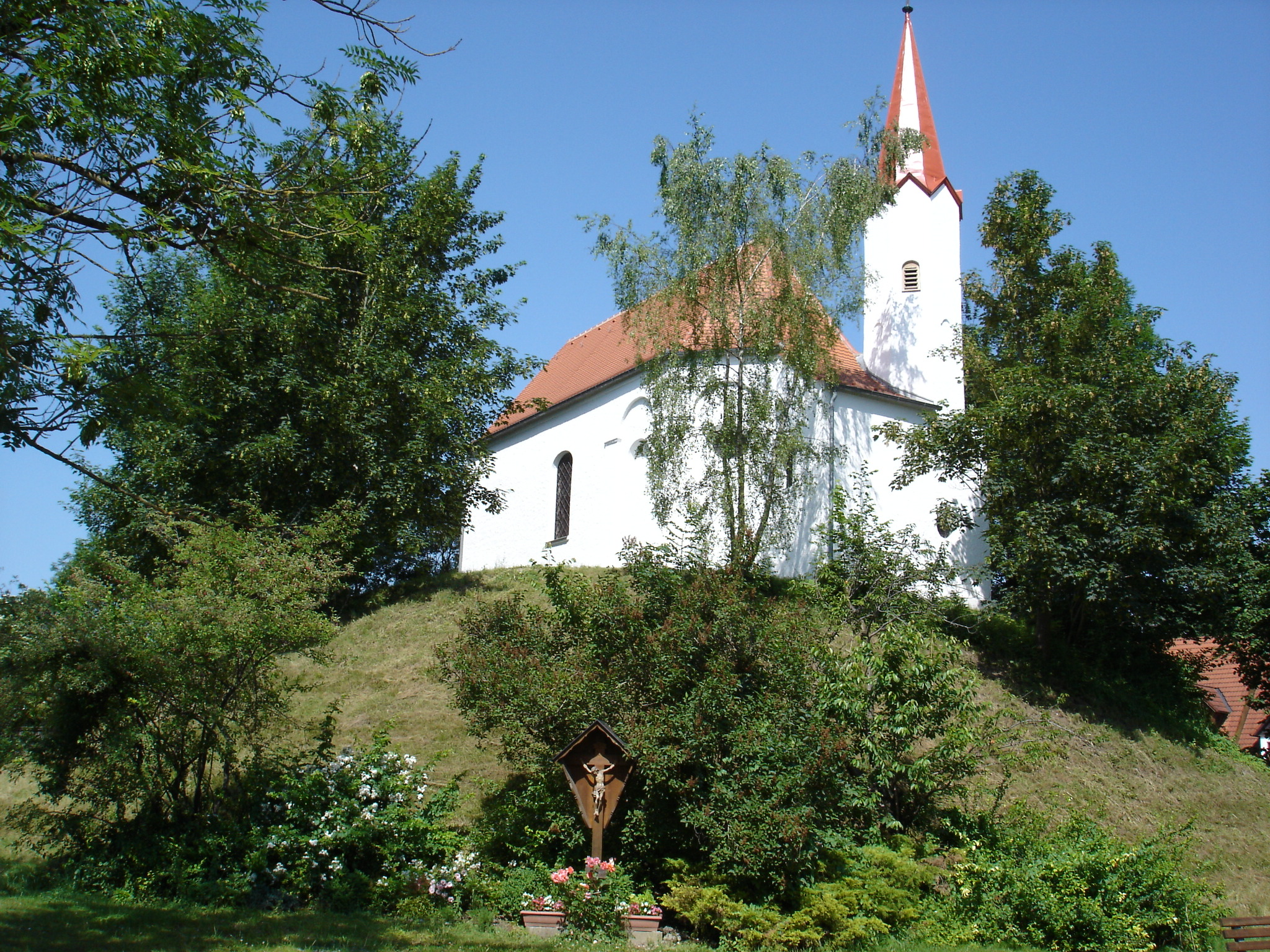
Bergkapelle St. Maria auf dem Burgberg

Bergkapelle in Althegnenberg (Burgstall Althegnenberg). Auf dem ehemals von einem Wassergraben umgebenen künstlich aufgeschütteten Burgberg, auf dem einst die Burg der Hegnenberger stand, ließ Friedrich Peter Freiherr von und zu Hegnenberg-Dux 1676 eine Marienkapelle errichten. Die „Bergkapelle“ wie sie im Volksmund genannt wird, wurde von dem Bregenzer Baumeister Jobst Mospruckher als achteckiger Zentralbau der der Altöttinger Gnadenkapelle nachempfunden ist, errichtet. Zu dieser Marienkapelle entwickelte sich eine regional bedeutsame Wallfahrt, sodass 1762/63 die Kapelle um ein Langhaus erweitert werden musste. 1883 erhielt der Innenraum dann eine farbenfrohe, dekorative Fassung im Sinne der Zeit. Heute gehört die Bergkapelle der Gemeinde Althegnenberg und wird von der evangelisch-lutherischen Pfarrgemeinde als Gotteshaus genutzt.

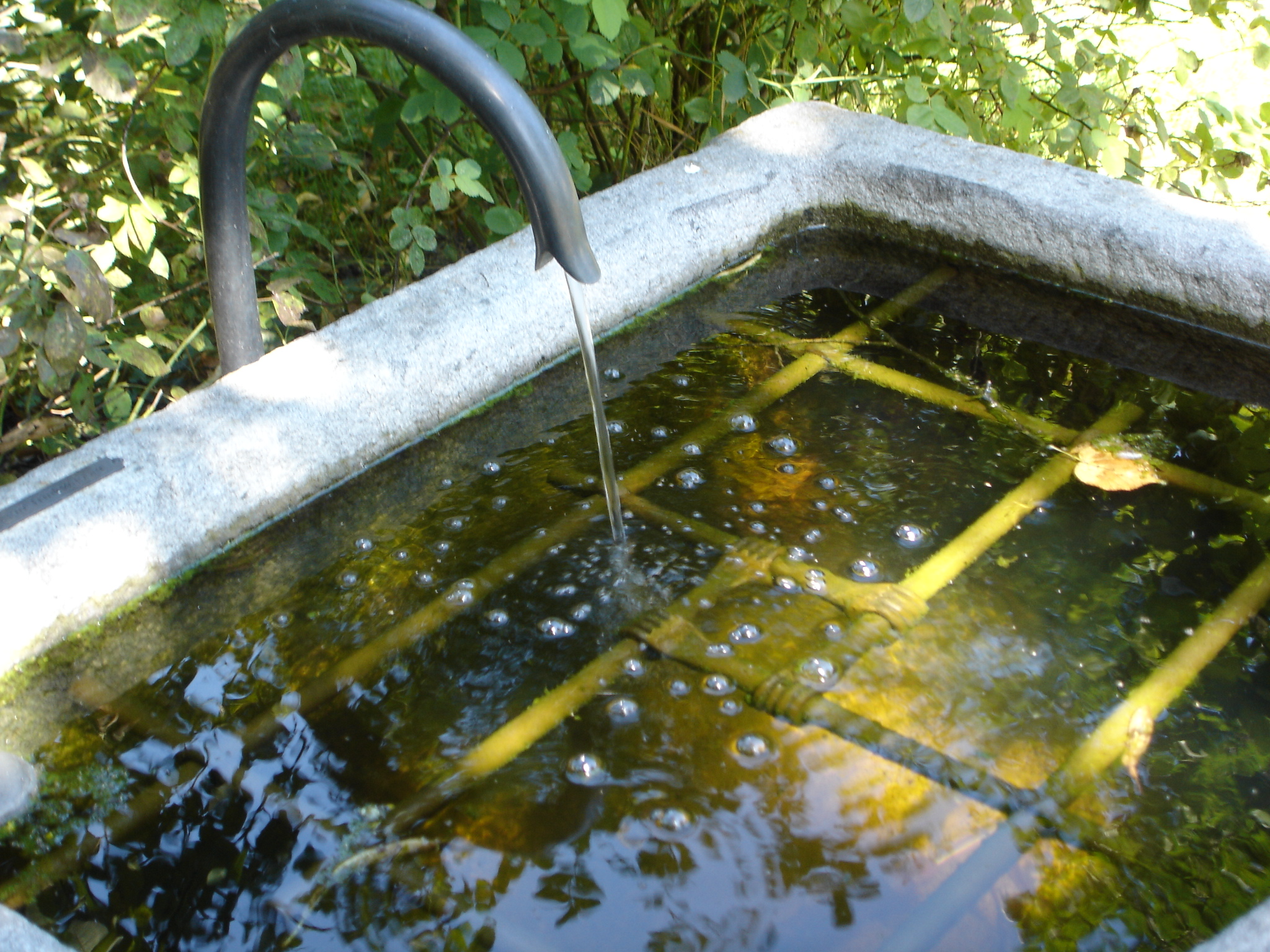
Hörbach Täufer-Brunnen

Pfarrkirche St. Andreas in Hörbach. Langhaus aus der Romanik (typischer Rundbogenfries an der Südseite), der Chor aus der Spätgotik und der westliche Anbau von 1909. Innenausstattung barock, mit Plastiken des Landsberger Barockbildhauers Lorenz Luidl. Herausragendes lebensgroßes Renaissance-Kruzifix aus der Zeit um 1500. Im Eingang zur Kirche ist ein Fragment eines römischen Grabsteins eingemauert, das bei der Kirchenerweiterung 1909 im Fundament der Kirche aufgefunden worden ist.

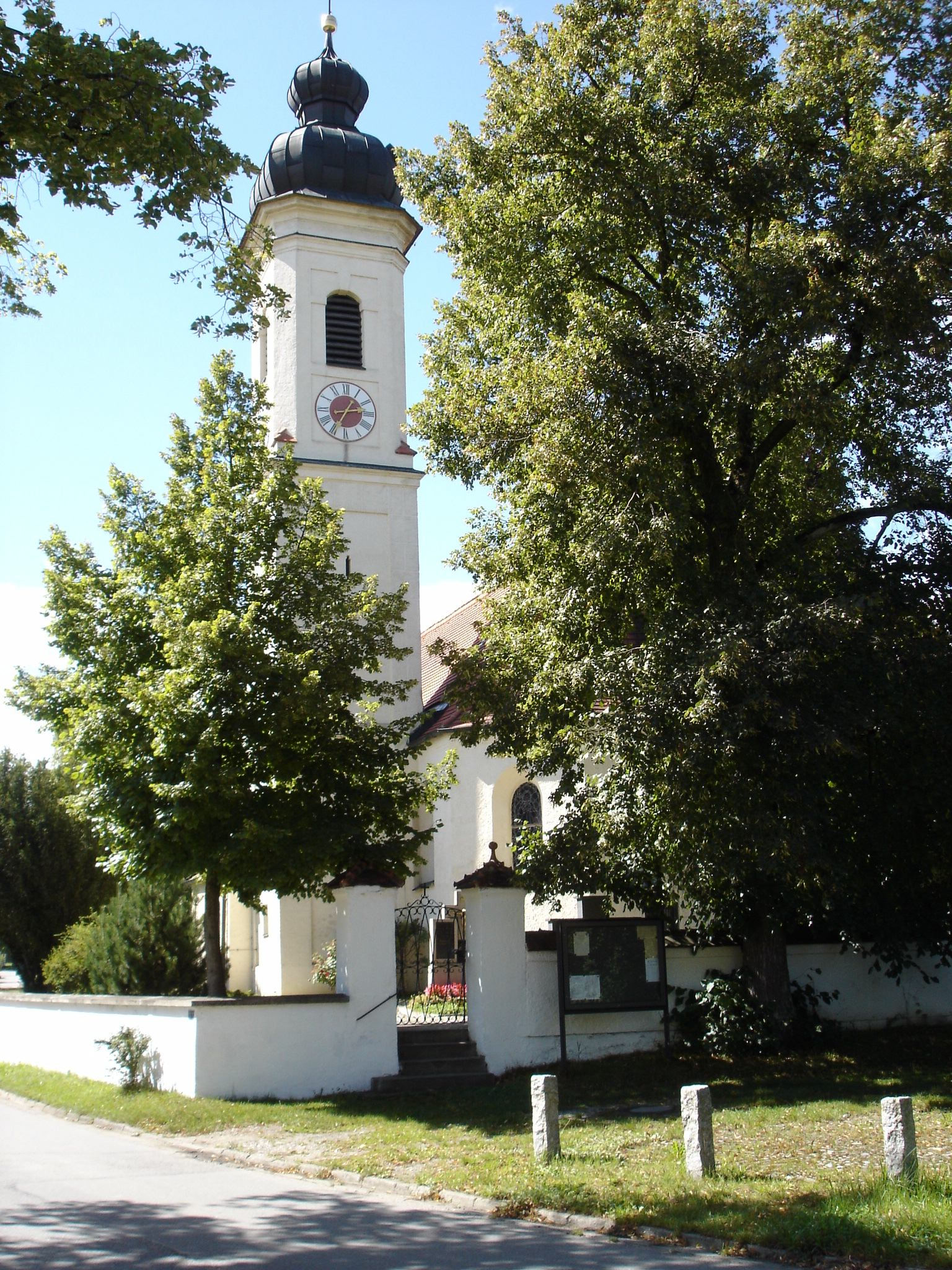
Hörbach Pfarrkirche St. Andreas

Täuferbrunnen Hörbach. Auf einem kleinen Platz neben der Kirche befindet sich der Täuferbrunnen. Er soll an die Hinrichtung von vier Hörbacher Täufer (auch Wiedertäufer genannt) von 1527 erinnern.

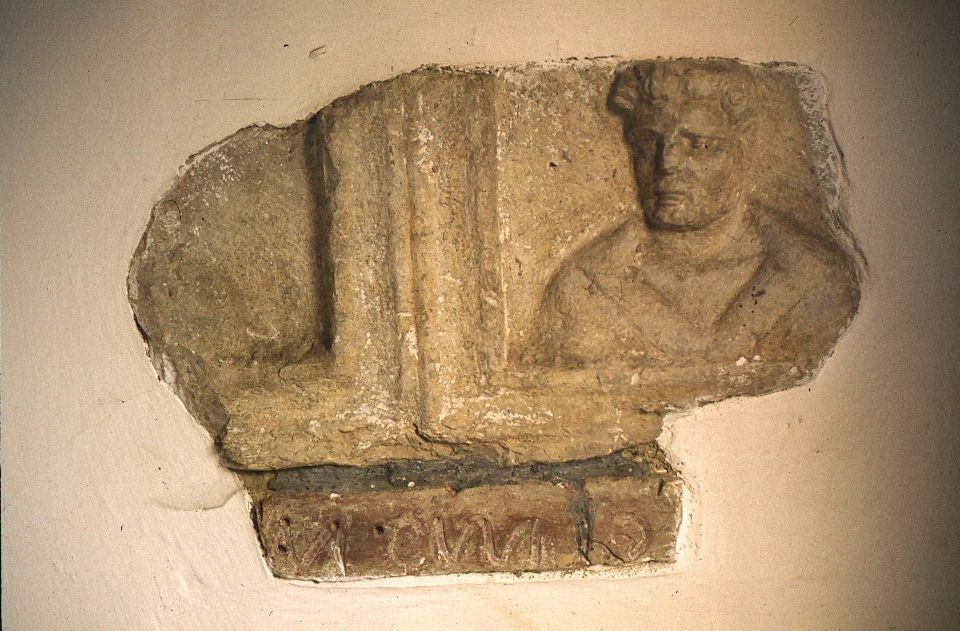
Hörbach, Fragment eines römischen Grabsteines

Das Dorf Hörbach erhielt 2000 beim Wettbewerb Unser Dorf soll schöner werden – Unser Dorf hat Zukunft für Oberbayern eine Goldmedaille und im Jahr darauf im Bayernwettbewerb eine Silbermedaille.
Seit 1975 besteht in Hörbach die älteste Kleinkunstbühne Oberbayerns, das Hörbacher Montagsbrettl.

## Persönlichkeiten
- Walter Forster (1910–1986), Zoologe und Entomologe